# Eemnes
Eemnes es un municipio y una ciudad de la Provincia de Utrecht de los Países Bajos.